# Universidad Sangji
Universidad Sangji es una universidad en Wonju, provincia de Gangwon, Corea del Sur. Fundada en 1955, cuenta con siete universidades y seis escuelas de posgrado. Sus principales áreas de estudio son la medicina Coreana tradicional y Turismo. La Fundación también administra Sangji Sangji Yeongseo College y Sangji Chicas Secundarias y Preparatorias.
- Datos: Q625111
- Multimedia: Sangji University / Q625111